# Rhaphuma interrupta
Rhaphuma interrupta là một loài bọ cánh cứng trong họ Cerambycidae.